# سوفیا زیدا
سوفیا زیدا (انگلیسی: Sofia Zida؛ زادهٔ ۱۹۸۴ (۴۰–۴۱ سال)) خوانندگی، ترانه‌پرداز، دی‌جی، نقاشی اهل فنلاند است. وی از سال ۲۰۰۲ میلادی تاکنون مشغول فعالیت بوده است.